# Krynka (gromada)
Krynka – dawna gromada, czyli najmniejsza jednostka podziału terytorialnego Polskiej Rzeczypospolitej Ludowej w latach 1954–1972.
Gromady, z gromadzkimi radami narodowymi (GRN) jako organami władzy najniższego stopnia na wsi, funkcjonowały od reformy reorganizującej administrację wiejską przeprowadzonej jesienią 1954 do momentu ich zniesienia z dniem 1 stycznia 1973, tym samym wypierając organizację gminną w latach 1954–1972.
Gromadę Krynka z siedzibą GRN w Krynce utworzono – jako jedną z 8759 gromad na obszarze Polski – w powiecie łukowskim w woj. lubelskim na mocy uchwały nr 13 WRN w Lublinie z dnia 5 października 1954. W skład jednostki weszły obszary dotychczasowych gromad Krynka, Smolanka i Role ze zniesionej gminy Celiny w tymże powiecie. Dla gromady ustalono 18 członków gromadzkiej rady narodowej.
1 stycznia 1958 z gromady Krynka wyłączono wieś Role i kolonię Borki, włączając je do gromady Nurzyna w tymże powiecie.
31 grudnia 1959 z gromady Krynka wyłączono wieś Smolanka, włączając ją do gromady Radomyśl w powiecie siedleckim w woj. warszawskim.
1 stycznia 1960 gromadę zniesiono, włączając jej obszar (wieś Krynka) do gromady Gręzówka w tymże (łukowskim) powiecie.